# Josefin Asplund
Maria Josefin Asplund, född 15 oktober 1991 i Stockholm, är en svensk skådespelare.

## Biografi
Asplund är uppvuxen i Stockholm och studerade vid Södra Latins gymnasium där hon läste Teaterprogrammet. Hon blev rollbesatt direkt från teatergymnasiet till Hollywoodfilmen The girl with the dragon tattoo 2012.
Asplund har bland annat haft framträdande roller i långfilmerna Call Girl (2012) och Cirkeln (2015). Hon har även medverkat i säsong fyra och fem av den amerikanska TV-serien Vikings (2016–2017). I den psykologiska thrillerserien Himmelsdalen (2019) på TV4 spelade hon enäggstvillingar. Följande år spelade Asplund en av huvudrollerna i TV4:s dramaserie Top Dog.

## Filmografi (i urval)
- 2011 – The Girl with the Dragon Tattoo
- 2012 – Kusikiliza Moyo Wako (kortfilm)
- 2012 – Call Girl
- 2013 – Piska en matta (kortfilm)
- 2015 – Cirkeln
- 2015 – Arne Dahl: Efterskalv (tv-produktion)
- 2016 – Stödgruppen (kortfilm)
- 2016 – Sept nains et moi (TV-serie)
- 2016–2017 – Vikings (TV-serie)
- 2018 – Ingen utan skuld (TV-serie)
- 2019 – Himmelsdalen (TV-serie)
- 2020 – Top Dog (TV-serie)
- 2021 – Snöänglar (TV-serie)
- 2022 – Spelskandalen (TV-serie)
- 2023 – Carmen Curlers (TV-serie)
- 2024 – Nova & Alice

## Teater

### Roller (ej komplett)
| År   | Roll   | Produktion                      | Regi                 | Teater                   |
| ---- | ------ | ------------------------------- | -------------------- | ------------------------ |
| 2021 | Roxane | Cyrano de Bergerac Martin Crimp | Alexander Mørk-Eidem | Kulturhuset Stadsteatern |